# Ha Xiaoyan
Ha Xiaoyan (哈小燕, née le 30 janvier 1972) est une athlète chinoise, spécialiste du lancer du javelot. 

## Biographie

### Palmarès
| Date | Compétition             | Lieu      | Résultat | Performance |
| ---- | ----------------------- | --------- | -------- | ----------- |
| 1993 | Jeux de l'Asie de l'Est | Shanghai  | 1re      | 64,52 m     |
| 1994 | Jeux asiatiques         | Hiroshima | 3e       | 62,08 m     |
| 1995 | Championnats d'Asie     | Djakarta  | 3e       | 55,80 m     |
| 2002 | Jeux asiatiques         | Busan     | 3e       | 58,29 m     |
| 2003 | Jeux afro-asiatiques    | Hyderabad | 3e       | 51,96 m     |

### Records
| Épreuve           | Performance | Lieu  | Date             |
| ----------------- | ----------- | ----- | ---------------- |
| Lancer du javelot | 65,44 m     | Pékin | 9 septembre 1993 |